# Metro w Sendai
Metro w Sendai (jap. 仙台市地下鉄, Sendai-shi Chikatetsu) – system metra obsługujący Sendai, stolicę prefektury Miyagi. Składa się z dwóch linii o łącznej długości 28,7 km.

## Historia
Prace nad Linią Namboku rozpoczęły się w maju 1981 roku, pierwszy jej odcinek został otwarty 15 lipca 1987 roku. Tego samego dnia 1995 r. zostało otwarte przedłużenie linii od stacji Yaotome do stacji Izumicho. System doznał uszkodzeń podczas trzęsienia ziemi w Tōhoku i został zamknięty, ponowne otwarcie nastąpiło 29 kwietnia 2011 roku. W 2013 r. rozpoczęła się budowa Linii Tōzai, a linię otwarto 6 grudnia 2015 roku.

## Linie
System metra w Sendai składa się z dwóch linii o łącznej długości 28,7 km, Namboku łączącej północ z południem oraz Tōzai łączącej wschód z zachodem miasta.
| Symbol | Nazwa linii                 | Data otwarcia  | Długość linii | Liczba stacji | Rozstaw szyn | Przypisy          |
| ------ | --------------------------- | -------------- | ------------- | ------------- | ------------ | ----------------- |
| N      | Linia Namboku (jap. 南北線) | 15 lipca 1987  | 14,8 km       | 17            | 1067 mm      | [ 2 ] [ 4 ] [ 5 ] |
| T      | Linia Tōzai (jap. 東西線)   | 6 grudnia 2015 | 13,9 km       | 13            | 1435 mm      | [ 4 ] [ 6 ] [ 5 ] |

## Tabor
Linia Namboku obsługiwana jest przez pociągi serii 1000 wyprodukowane przez Kawasaki Heavy Industries, przechodziły one renowację w latach 2003-2013 (od tamtej pory noszą oznaczenie 1000N). Linię Tōzai obsługują pociągi serii 2000 wyprodukowane przez Kinki Sharyō. Pociągi serii 3000 produkcji Hitachi mają zastąpić serię 1000N jesienią 2024 roku.

## Galeria

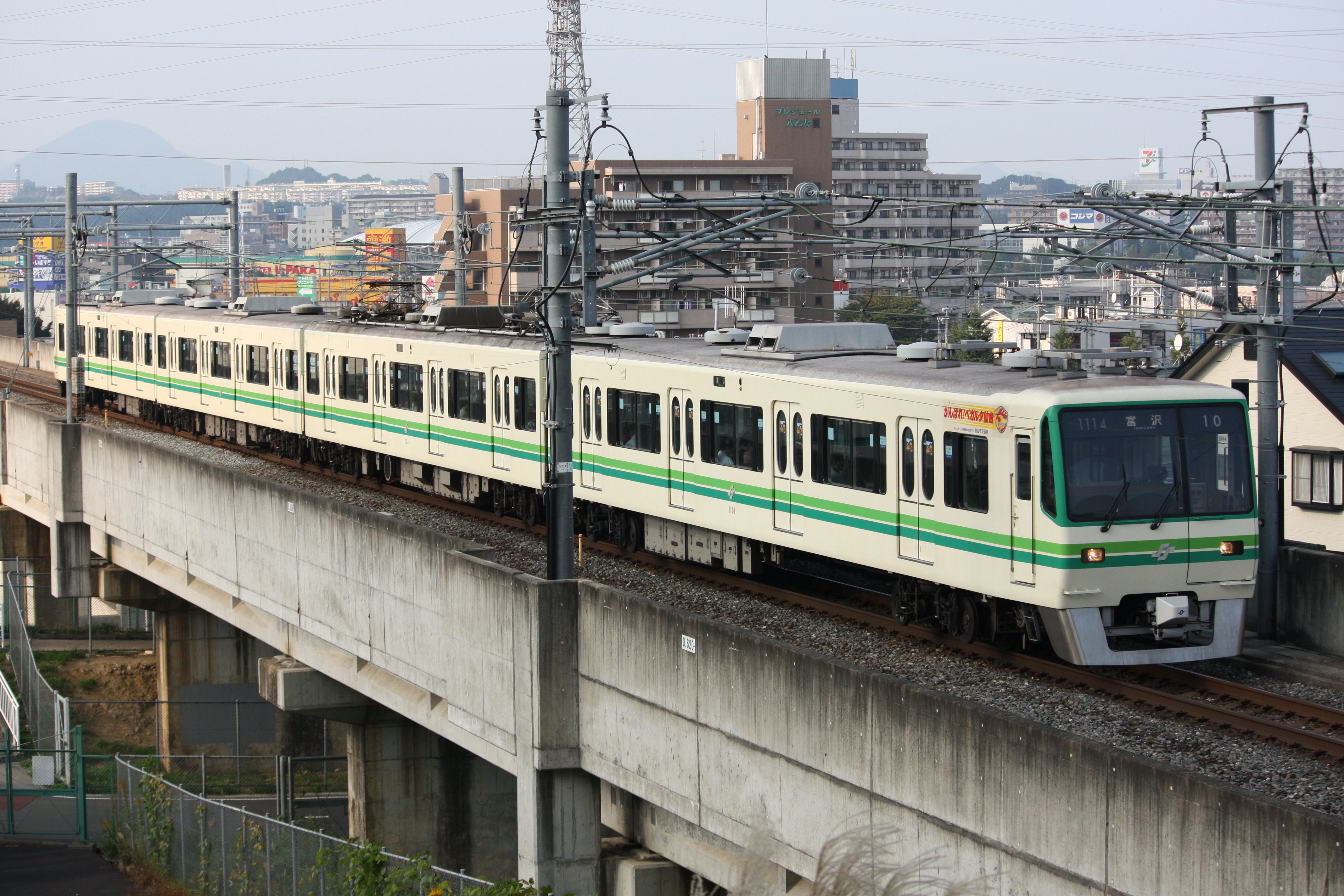
Pociąg serii 1000
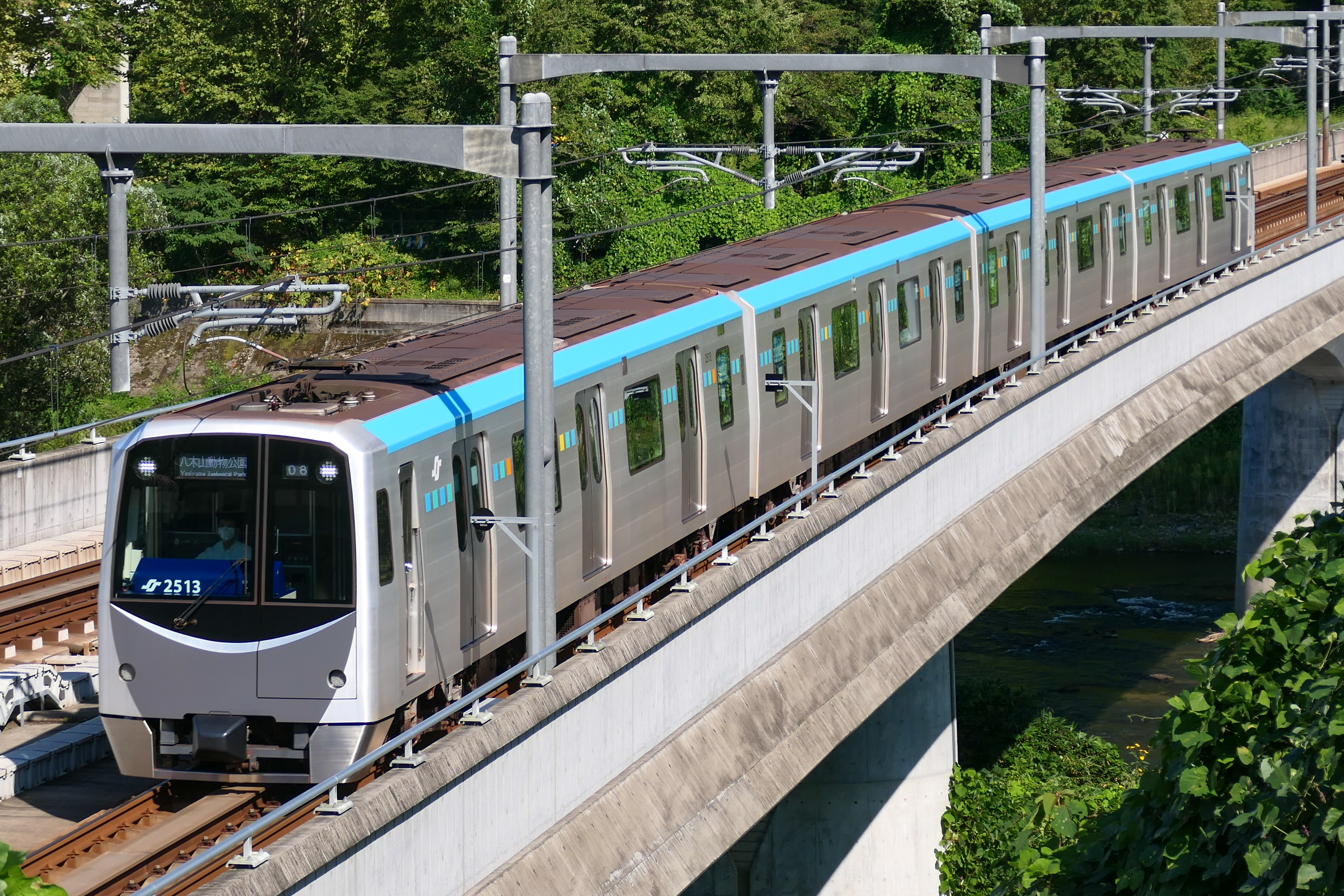
Pociąg serii 2000
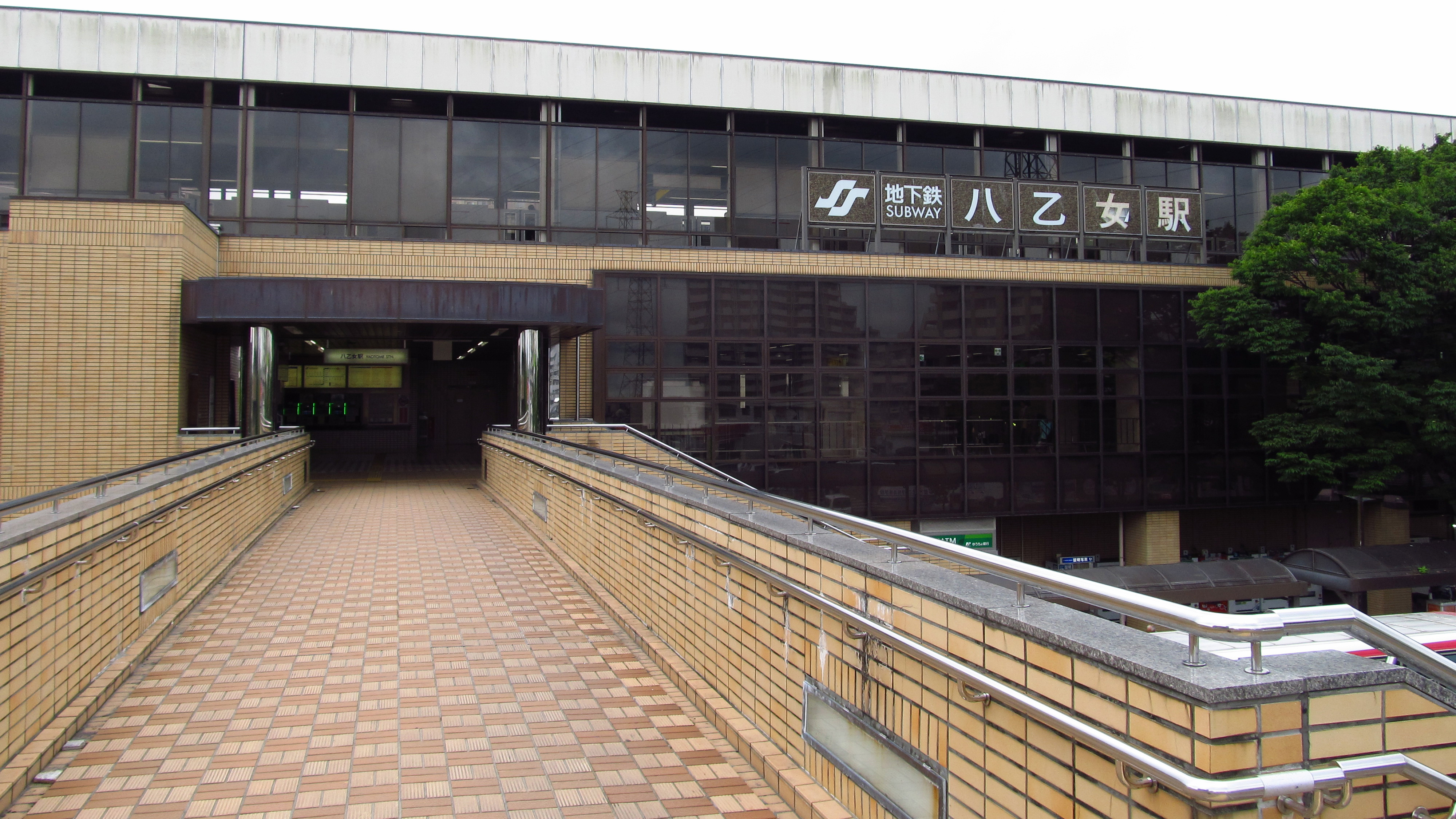
Wejście do stacji Yaotome
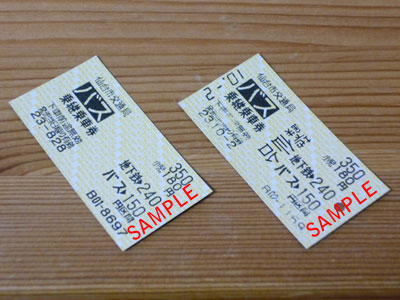
Bilety na metro w Sendai